# Voblast de Baranavitchy
1939–1954
La voblast de Baranavitchy (en biélorusse : Баранавіцкая вобласць, Baranavitskaïa voblasts) ou oblast de Baranovitchi (en russe : Барановичская Область, Baranovitchskaïa oblast) est une division territoriale et administrative de la république socialiste soviétique de Biélorussie, en Union soviétique. Créée en 1939, elle fut supprimée en 1954. Sa capitale administrative était la ville de Baranavitchy.

## Histoire
Après la signature du pacte germano-soviétique, la partie occidentale de la Biélorussie, alors polonaise, fut envahie par l'Armée rouge en septembre 1939, puis annexée par l'Union soviétique et rattachée à la RSS de Biélorussie. Un décret du Présidium du Soviet suprême de l'Union soviétique du 2 novembre 1939 créa la voblast de Navahroudak, dont la capitale administrative était la ville de Navahroudak. Cependant, le 4 décembre 1939, il fut décidé de transférer la capitale à Baranavitchy. La voblast prit dès lors le nom de voblast de Baranavitchy.
Le 15 janvier 1940, un décret du Présidium du Soviet suprême de la RSS de Biélorussie mit en place de nouvelles subdivisions administratives. Les huit powiats de la période polonaise furent supprimés et remplacés par 26 raïons. 
De juin 1941 à juillet 1944, la voblast de Baranavitchy fut occupée par l'Allemagne nazie. Elle fut rétablie après la reconquête de son territoire par l'Armée rouge.
Le 8 janvier 1954, à la suite d'une réforme administrative de la RSS de Biélorussie, la voblast de Baranavitchy fut supprimée et son territoire partagé entre les voblasts de Brest, Maladetchna, Minsk et Hrodna.

## Géographie
La voblast de Baranavitchy était bordée au nord par la RSS de Lituanie et la voblast de Vileïka, à l'est par la voblast de Minsk, au sud par la voblast de Pinsk et à l'ouest par la voblast de Brest et la voblast de Belastok.